# Tramway d'Angoulême
Le Tramway d'Angoulême est un réseau de tramway qui a fonctionné dans cette ville du département de la Charente entre 1900 et 1935.

## Histoire
Le Conseil municipal d'Angoulême décida le 16 mars 1893 le principe de la création d'un réseau de tramway dans la ville.

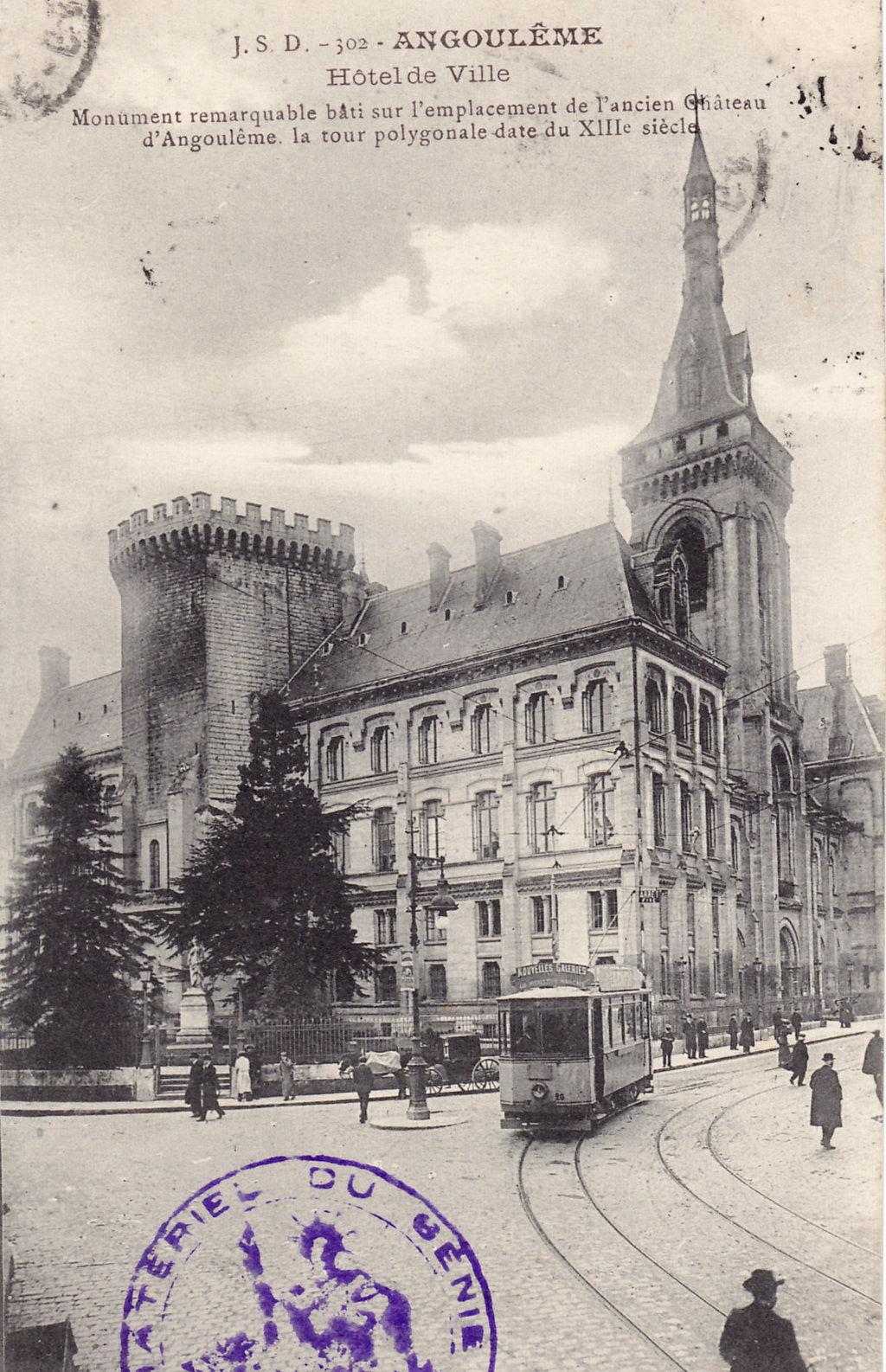
Tramway devant l'Hôtel-de-Ville, dans les années 1900.

Elle accorda le 15 novembre 1899 une  concession de 50 ans à la Compagnie Centrale de Tramways Électriques à laquelle se substitue la Compagnie des tramways électrique d'Angoulême et extension,. pour la réalisation de cinq lignes.
En 1916, une sixième ligne fut mise en service en 1916 desservant Basseau et la Poudrerie.
Après la Première Guerre mondiale, de nombreuses augmentations des tarifs durent être pratiqués, pour tenir compte des importantes modifications économiques de l'après-guerre.
Compte tenu de son trafic limité et de ses coûts, le réseau a été supprimé le 31 décembre 1933 et remplacé par des services d'autobus exploités par la Compagnie centrale de tramways électriques à partir de l'ancien dépôt de Gond-Pontouvre et reprenant globalement le tracé des anciennes lignes de tramway.
À partir de 1936, la CCTE est concurrencée sur ce marché par un autre exploitant d'autobus, les cars Robin Frères qui ont reçu l'autorisation d'effectuer un service libre d'autobus sur la commune de Saint-Yrieix. Jusqu'au moins 2008, les successeurs de ces deux compagnies collaboraient avec la STGA pour l'exploitation du réseau des Transports en commun d'Angoulême.
En 1941 est étudié la conversion du réseau d'autobus en réseau de trolleybus, afin d'économiser sur le carburant, devenu très rare du fait de la guerre, et pour réduire les coûts d'exploitation. Ce projet n'eut pas de suite
Le réseau de tramway a été déclassé par décret le 6 octobre 1935.

## Infrastructure

Rails. De gauche à droite, type UIC 60, type Vignole, type Broca ou à gorge, type double champignon symétrique, et asymétrique

Le réseau était construit à voie métrique et à voie unique avec des évitements permettant le croisement des tramways. Il comprenait six lignes mises en service entre 1900 et 1916. Sa longueur était de 22 km.
La voie était constituée par des rails à gorge type Broca.

### Les lignes

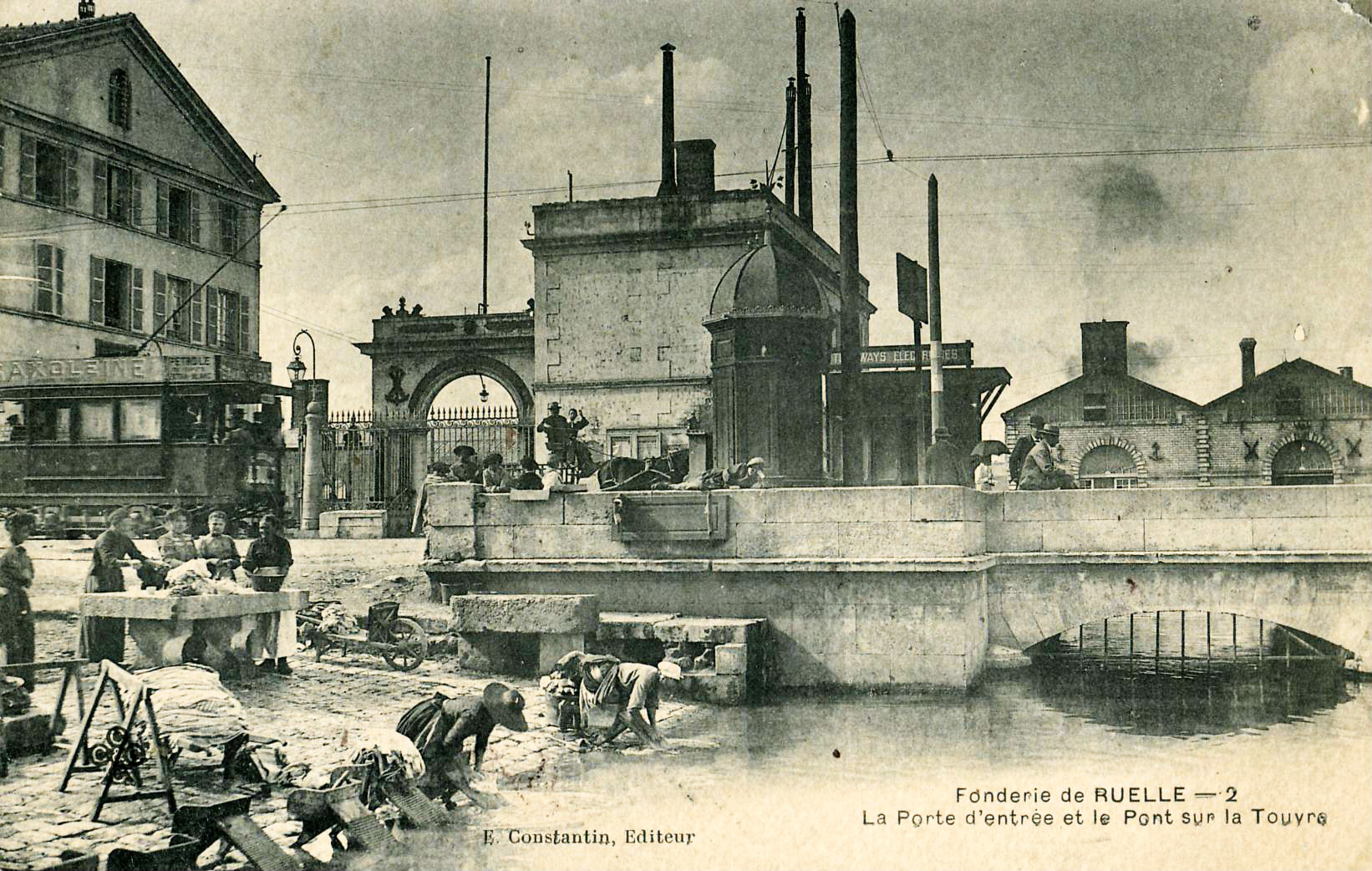
Une rame stationne devant l'entrée de la fonderie de Ruelle, au tout début du XXe siècle

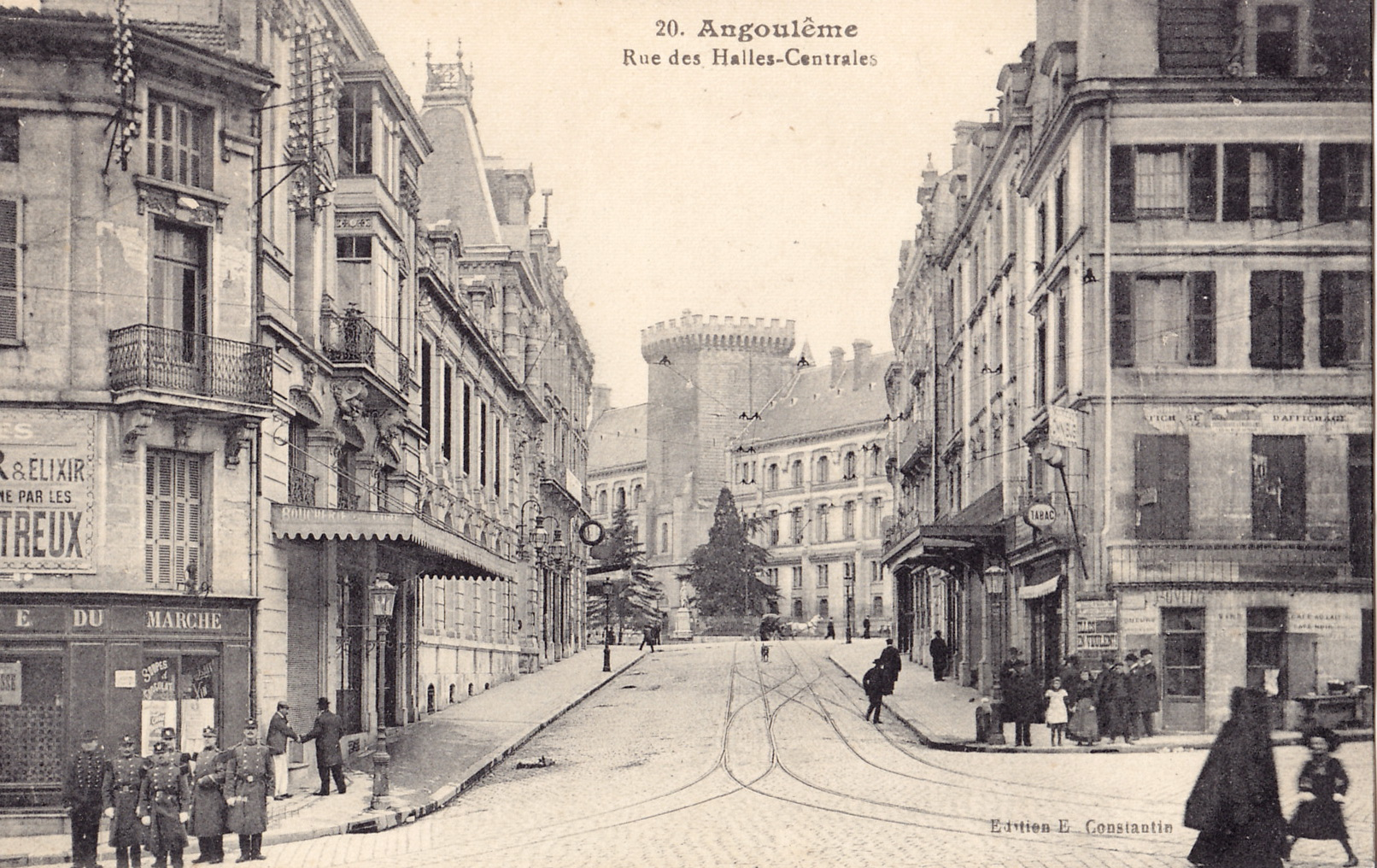
L'implantation complexe des voies, rue des Halles centrales.

- Ligne 1 : du Marché neuf[N 1] au cimetière de Bardines, (2,607 km). 
Ouverture le 11 janvier 1901 jusqu'à la Croix Maillot et le 8 novembre 1901 pour le surplus ;
- Ligne 2 : du Jardin public[N 2] aux gares et à Ruelle, (6,977 km). 
ouverture 17 décembre 1900 sur la totalité du parcours. Lors de la création de la ligne 6, le terminus est ramené du Jardin Vert à la place Bouillaud. À compter du 1er janvier 1922, le terminus de Ruelle fut ramené dans un premier temps de la Fonderie au passage à niveau de Ruelle, puis, le 19 février 1932, à l'octroi de Lunesse, à la limite communale entre Angoulême et Ruelle ;
- Ligne 3 : du Marché neuf à la Bussatte, (2,275 km). 
Ouverture 17 décembre 1904, en tronc commun avec la ligne 4 du Marché neuf à l'arrêt rue Châteaubrun ;
- Ligne 4 : du Marché neuf à la place de la Madeleine, (2,309 km). 
Ouverture 17 décembre 1904, en tronc commun avec la ligne 3 du Marché neuf à l'arrêt rue Châteaubrun  ;
- Ligne 5 : de Saint-Martin à l’octroi de la rue de Paris, (2,933 km) 
Ouverture 17 décembre 1900. La ligne se poursuivait au-delà de la limite communale entre Angoulême et Gond-Pontouvre par une voie de service donnant accès au dépôt, situé face au cimetière du Gond.

La sixième ligne changea d'indice à chacun de ses prolongements, portant les numéros 6, puis 7 et enfin 7 bis :
- Ligne 6 : du Marché neuf à Saint-Ausone, (1,154 km). 
Ouverture le 20 décembre 1907 ;
- Ligne 7 : de Saint-Ausone aux Trois Chênes. 
Prolongement de la ligne précédente sur 609 m mis en service le 2 avril 1916 ;
- Ligne 7 bis : des Trois Chênes à la Poudrerie. 
Prolongement des précédentes sur 865 m, mis en service le 2 avril 1916[6].

### Dépôt et usine électrique
Le dépôt et l'usine électrique se trouvent au Gond-Pontouvre, au-delà du terminus de la ligne 5.

## Exploitation

### Matériel roulant

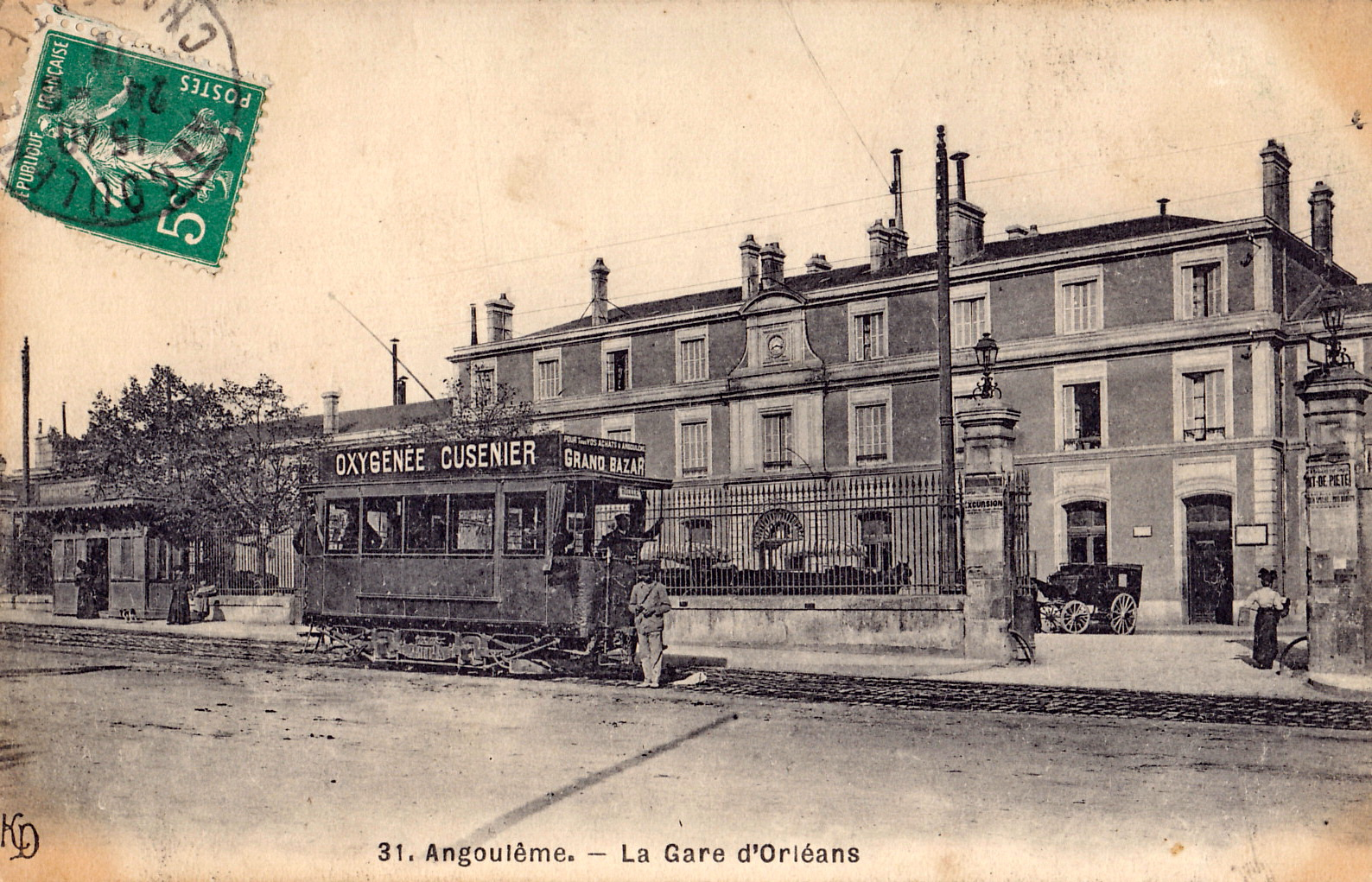
Tramway, devant la gare d'Angoulême (alors appelée gare d'Orléans)

Le matériel roulant était constitué par :
- 12 ou 22 motrices à 2 essieux, selon les sources[6],[5], dotées de 2 moteurs électriques totalisant 25 CV sous 600 V continus. Ces motrices de 6,2 m. de longueur pouvaient transporter 24 personnes, dont 12 assises dans le compartiment long de 3 m.
- 9 remorques à 2 essieux[5], pour 32 voyageurs, utilisées normalement sur la ligne de la Ruelle[6],[3].

### Accidents
Compte tenu des importantes déclivités de la ville, plusieurs accidents furent constatés pendant l'exploitation du tramway. Le plus notable eut lieu le 16 novembre 1914. Un tramway, partant de la place Bouillaud, chargé de 40 personnes, dérailla en descendant la rue des Halles, au tournant du Marché Couvert. Après avoir défoncé le parapet du rempart, le tramway s'écrasa dix mètres plus bas dans les jardins, tuant onze personnes et en blessant vingt-six.

## Vestiges et matériels préservés
De nombreuses attaches soutenant la ligne aérienne de contact subsistent sur les vieux immeubles de la ville. Lors de la suppression du réseau, les rails furent recouverts par du bitume, et on retrouva une section de ligne en 2004 face à l'école Jules Ferry.

## Un nouveau réseau?
La Communauté d'agglomération du Grand Angoulême (COMAGA) a envisagé dans les années 2000 de recréer une ligne de tramway dans l'agglomération de 5 km environ. Compte tenu de la morphologie du centre-ville et ses rues étroites, ce projet a été abandonné au profit du bus à haut niveau de service du Grand Angoulême.